# Debre Sina (monasterio)
Debra Sina (en tigriña: ደብረ ሲና) es un monasterio situado en la meseta eritrea, en Eritrea, cerca de Keren, en la región de Anseba. Es el lugar donde se celebró la primera eucaristía preparada por la Iglesia ortodoxa de Eritrea, por el obispo del siglo IV Frumencio de Etiopía (Abba Salama). Es uno de los monasterios más antiguos de África y del mundo.
Cada año, en el mes de junio, el monasterio es el destino de una peregrinación de los fieles de la Iglesia ortodoxa de Eritrea. La peregrinación tiene por destino una iglesia situada por encima de la aldea, donde se dice que unas pastorcillas vieron una aparición de la virgen María bajo una gran roca. La iglesia está construida sobre la roca donde tuvo lugar la aparición. La peregrinación mueve a miles de fieles eritreos, quienes acampan durante una noche en el pueblo de Debra Sina adorando a la virgen María con canciones y tambores.